# Eupeodes punctifer
Eupeodes punctifer là một loài ruồi trong họ Ruồi giả ong (Syrphidae). Loài này được Frey mô tả khoa học đầu tiên năm 1934. Eupeodes punctifer phân bố ở vùng Cổ Bắc giới (Iceland)